# Il garofano verde
Il garofano verde (in inglese The Green Carnation) è un romanzo, pubblicato per la prima volta in forma anonima nel 1894. Fu un romanzo scandalistico di Robert Hichens i cui protagonisti sono strettamente basati su Oscar Wilde e Lord Alfred Douglas - noto anche come "Bosie", che l'autore conosceva personalmente. Fu un "succès de scandale" (successo scandalistico) istantaneo su entrambe le sponde dell'Atlantico.

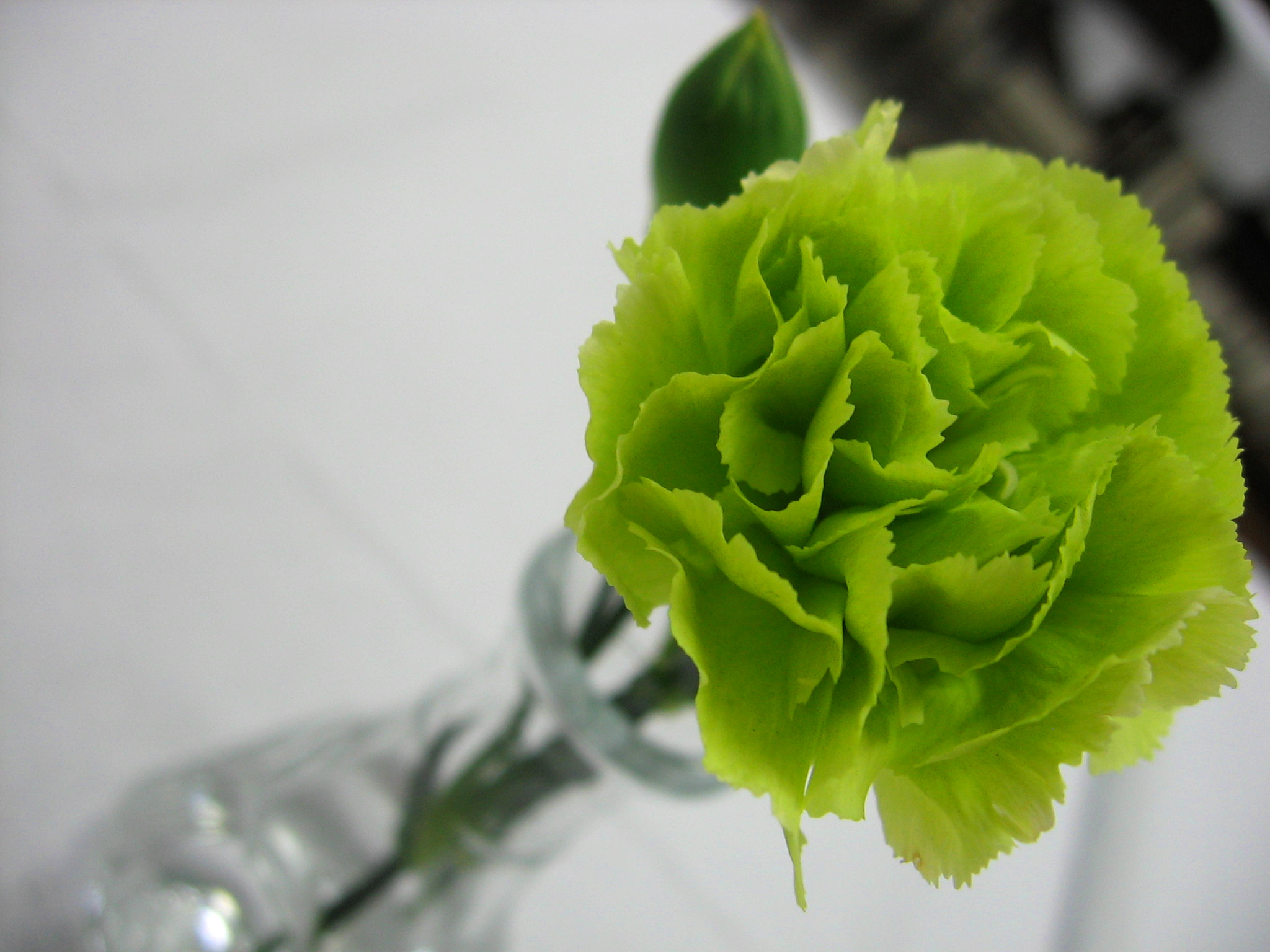
Un garofano verde, simbolo del romanzo; utilizzato in passato dagli omosessuali per riconoscersi in maniera discreta

## Trama
Il libro presenta i personaggi di "Esmé Amarinth" (Wilde) e "Lord Reginald (Reggie) Hastings" (Douglas). Le parole messe in bocca al protagonista e al suo giovane amico nella storia sono per lo più raccolte dai detti dei loro originali. Robert Hichens trascorse quasi un anno "in compagnia dei due" e fu in grado di ricreare accuratamente l'atmosfera e il rapporto tra Oscar e Bosie.

## Accoglienza
Il recensore di The Observer scrisse: "Il garofano verde sarà letto e discusso da tutti ... niente di così sfacciato, così audace o così delizioso è stato stampato in questi anni".
Il libro fu ritirato dalla circolazione nel 1895 ma ormai era troppo tardi per fermarne il fenomeno. Presto Wilde si trovò coinvolto in due processi consecutivi per grave indecenza e fu condannato a due anni di lavori forzati. Il garofano verde fu una delle opere usate contro di lui dall'accusa.

Wilde, il 2 ottobre 1894, scrisse una lettera al Pall Mall Gazette in cui negava di essere l'autore anonimo:
Signore. Consentitemi di contraddire, nel modo più enfatico, l'idea, formulata nel vostro numero di giovedì scorso, e da allora riportata in molti altri giornali, che sono l'autore di The Green Carnation. Ho inventato quel magnifico fiore ma il libro è mediocre, ed è talmente mediocre che usurpa il suo nome stranamente bello che ho creato, non ho bisogno di dire nulla, assolutamente nulla. Il fiore è un'opera d'arte. Il libro non lo è.
Il garofano verde fu ripubblicato nel 1948 con un'introduzione dell'autore che includeva anche la lettera di Wilde al Pall Mall Gazette. Fu ristampato in edizione economica nel 1992 e venne successivamente ripubblicato di nuovo nel 2006 con una copertina rigida e con una prefazione di Anthony Wynn.

## Nella cultura di massa
La canzone The Green Carnation nell'operatta di Noël Cowards Bitter Sweet, il quartetto degli esteti, una parodia dello stile di vita Dandy e del movimento estetista e allo stesso tempo un omaggio ironico allo "stile di vita gay" del tempo.